# Lohe-Rickelshof
Lohe-Rickelshof là một đô thị thuộc huyện Dithmarschen, trong bang Schleswig-Holstein, nước Đức. Đô thị Lohe-Rickelshof có diện tích 5,39 km², dân số thời điểm 31 tháng 12 năm 2006 là 1981 người.